# Filmclub Münster
Der Filmclub Münster in Münster ist der älteste Filmklub Deutschlands. Er ist eine nichtgewerbliche Spielstätte und mit einem kommunalen Kino gleichzusetzen.

## Geschichte
Der Filmclub Münster wurde am 11. Juni 1948 als Filmclub der britischen Besatzungszone gegründet, um nach dem Zweiten Weltkrieg wieder einen neuen offenen Blick auf die Welt zu werfen, andere Lebens- und Gesellschaftskonzepte diskutieren zu können und den Film als Transportmedium für ästhetische und kulturelle Verfasstheiten zu verstehen.

## Träger und Programm
Die Träger des Filmclubs sind
- die Filmwerkstatt Münster
- der Westfälische Kunstverein[3]
- die Burg Hülshoff – Center for Literature
- die Münsterschen Filmtheaterbetriebe

Die Vorstellungen finden seit 1956 im Schloßtheater in Münster statt, in der Regel am Montagabend. Das Programm besteht aus thematischen Reihen, deren Filme – wenn möglich – in den Originalfassungen vorgeführt werden.